# Saint-Maurice-Navacelles
Saint-Maurice-Navacelles è un comune francese di 162 abitanti situato nel dipartimento dell'Hérault nella regione dell'Occitania.

## Società

### Evoluzione demografica
Abitanti censiti